# Motycz-Józefin
Motycz-Józefin – kolonia w Polsce położona w województwie lubelskim, w powiecie lubelskim, w gminie Konopnica.
W wyniku III rozbioru Polski, do którego doszło w 1795 roku, teren dzisiejszego Motycza-Józefina znalazł się na obszarze zaboru austriackiego. W 1809 wieś została włączona do Księstwa Warszawskiego. W 1815 znalazła się w Królestwie Kongresowym w zaborze rosyjskim.
W latach 1975–1998 miejscowość administracyjnie należała do ówczesnego województwa lubelskiego.
Miejscowość stanowi sołectwo gminy Konopnica. Według Narodowego Spisu Powszechnego z roku 2011 kolonia liczyła 238 mieszkańców.
W Motyczu-Józefinie urodziła się Krystyna Łoboda (1927–2018) – malarka, pejzażystka, absolwentka ASP w Warszawie.
Wierni Kościoła rzymskokatolickiego należą do parafii Matki Bożej Anielskiej w Motyczu.